# Scott Cleverdon
Scott Cleverdon (nascut el 31 de juliol de 1969) és un actor escocès més conegut com l'àngel Pyriel a la pel·lícula The Prophecy 3: The Ascent. També ha fet una actuació de veu important.
Va néixer i es va criar a Edimburg, assistint a la Broughton High School, Edinburgh i es va formar a la Acadèmia Reial Escocesa de Música i Drama de Glasgow. El 1994, va proporcionar la veu de Cletus Cassidy, també conegut com a "Carnage" a "Spider-Man: The Animated Series". El 2008 Cleverdon va protagonitzar la pel·lícula Ecstasy basada en The Undefeated de la novel·la d'Irvine Welsh Ecstasy: Three Tales of Chemical Romance.
El 2011 va interpretar Gonzalo Fernández de Córdoba a la sèrie de televisió, Borgia, on també actuava la seva esposa, l'actriu catalana Assumpta Serna, a la que va conèixer el 1993 en el rodatge de Sharpe.

## Vida personal
Està casat amb l'actriu catalana Assumpta Serna des de 1993. Viuen a Los Angeles i Europa, i organitzen conjuntament un taller d'actuació.

## Filmografia

### Cinema
| Any  | Títol                      | Paper                       | Notes |
| ---- | -------------------------- | --------------------------- | ----- |
| 2000 | The Prophecy 3: The Ascent | Pyriel (àngel del genocidi) |       |

### Televisió
| Any  | Títol                           | Paper                                        | Notes                      |
| ---- | ------------------------------- | -------------------------------------------- | -------------------------- |
| 1996 | Gargoyles                       | Rory Dugan/Cuchulain, Hunter (veu)           | 4 Episodis                 |
| 1996 | Spider-Man: The Animated Series | Cletus Kasady/Carnage, Michael Pingree (veu) | 3 Episodis                 |
| 1998 | The New Batman Adventures       | Thomas Blake (veu)                           | Episodi: "Cult of the Cat" |
| 1999 | Batman Beyond                   | Jack (voice)                                 | Episodi: "Dead Man's Hand" |

### Videojocs
| Any  | Títol                                     | paper                        | Notes |
| ---- | ----------------------------------------- | ---------------------------- | ----- |
| 1999 | Star Wars: Episode I – The Phantom Menace | Obi-Wan Kenobi / Nute Gunray |       |
| 2000 | Star Wars Episode I: Jedi Power Battles   | Obi-Wan Kenobi               |       |

- Ecstasy (2007)
- Dear Green Place (2006) — Vigo Masterson
- Wedding Belles (2007) — Kevin
- Tortilla Heaven (2007) — Jesus
- Goya's Ghosts (2006) — French General
- The Amazing Grace (2006) — Oliver
- Soldier of God (2005) — Geoffrey
- 55 Degrees North (2005) — Cory North
- Murphy's Law (2005) — Daniel McGeechan
- Rebus:The Hanging Garden (sèrie de televisió) (2000) — "Pretty Boy" Summers
- Soccer Dog: European Cup (2004) — Alex Foote
- Kill the Man (1999) — Revolutionary No. 3
- Royal Standard (1999) — Loki
- Secret Service Guy (1999) — Victor Fresco
- Germans (1998) — Willi Sonnenbruch
- McHale's Navy (1997) — David
- Beverly Hills, 90210 (1997) — Neil Phillips
- The Sentinel (1996) — Connor
- Kiss & Tell (1996) — Scott DeBirdy
- Baywatch Nights (1995) — Photographer
- Sharpe's Company (1994) — Lt. Harry Price
- Taggart (1993) — Jeremy Napier
- Soldier Soldier (1992) — 2nd Lt Nesbitt
- No Job for a Lady (1992) — Craig
- Agatha Christie's Poirot — (1991) — President